# شلال شوي
يعد شلال شوي أكبر شلال طبيعي في الشرق الأوسط، وواحد من أشهر الشلالات في إيران، ويقع شلال شوي في موقع  الجغرافي E484936 N324745 وسط جبال زاغروس وفي قرية تسمى شوي تابعة لقسم شهيون وقرية إمام زاده سيد محمود بمدينة دزفول في محافظة خوزستان، ويثبت الموقع الرسمي التابع لمركز الإحصاء الإيراني في قسم التقسيمات القُطرية موقعه في محافظة خوزستان ومدينة دزفول.
تم تسجيل هذا الشلال في 19 يناير 2015 كأحد معلم تذكاري الوطنية لإيران وأول مَعلَم وطني طبيعي لمحافظة خوزستان.

## وصف الشلال
تنحدر شلالات شوي بعد الخروج من الكهف من هاوية عالية، ويبلغ ارتفاع الشلال 85 مترا وعرضه 70 مترا التي لديها أعلى ارتفاع من الشلالات في إيران، وبعد عبور الماء الجبال والوديان، تتدفق مياهه إلى نهر دز ويصب في النهاية ببحيرة سد دز في محافظة خوزستان مكونا غطاءا نباتيا حول هذا الشلال من أشجار مثل الصفصاف والتين والشعر والرماد والقيقب والكيكوم والبلوط ، وتحت الشلال تنمو على جدرانه الإعشاب السوداء وغيرها من الإعشاب الصديقة للماء، ويوجد بالقرب من هذا الشلال شلالا كبيرا آخر يذكر ويشار إليه أحيانا بشلال شوي الثاني.